# Thorns
Thorns – norweski zespół wykonujący black metal. Powstał w 1989 roku w Trondheim pod nazwą Stigma Diabolicum z inicjatywy muzyków Snorre Rucha, Mariusa Volda oraz Bårda Eithuna. Około 1990 roku zespół przyjął nazwę Thorns zmieniając jednocześnie profil na solowy projekt pod kierownictwem Rucha.

## Historia
Zespół powstał w 1989 roku w Trondheim pod nazwą Stigma Diabolicum z inicjatywy muzyków Snorre Rucha, Mariusa Volda oraz Bårda Eithuna. Po wydaniu trzech kaset demo Luna De Nocturnus (1989), Lacus De Luna (1990) oraz Live in Stjørdal (1990) grupa zmieniła nazwę na Thorns zmieniając jednocześnie profil na solowy projekt pod kierownictwem Rucha. W 1991 pod nową nazwą ukazało się nieoficjalne demo Grymyrk, pozbawione oprawy graficznej. Kaseta zawierała nagrania z prób z sześcioma utworami skomponowanymi w latach 1989–1991. Rok później ukazało się kolejne demo Trøndertun zarejestrowane w Trøndertun Folkehøyskole, ponownie bez oprawy graficznej, dostępne jedyne przez tzw. tape trading. Wydane w przeciągu dwóch lat dema cieszyły się dużą popularnością, co zaowocowało zainteresowaniem ze strony pochodzącego z Oslo Øysteina Aarsetha lidera grupy Mayhem.
Aarseth zaproponował Thorns wydanie debiutanckiego albumu nakładem wytwórni Deathlike Silence, której był właścicielem. W 1993 roku Ruch dołączył na krótko do grupy Mayhem występując pod pseudonimem Blackthorn. 10 sierpnia tego samego roku Aarseth został zamordowany przez lidera Burzum Varga Vikernesa. Towarzyszący przy zbrodni Ruch wyrokiem sądu został skazany na osiem lat pozbawienia wolności. Po opuszczeniu więzienia w 1998 roku Thorns wznowił działalność wydanym tego samego roku splitem pt. Thorns vs. Emperor, który ukazał się nakładem wytwórni Moonfog.
W 2001 roku po dziesięciu latach od powstania grupy ukazał się jej debiutancki album pt. Thorns. Na płycie wystąpili m.in. perkusista Jan Axel "Hellhammer" Blomberg znany m.in. z grupy Mayhem oraz wokaliści Sigurd "Satyr" Wongraven lider grupy Satyricon i Bjørn "Aldrahn" Dencker znany z występów w grupach Dødheimsgard oraz Old Man’s Child. Muzykę w całości skomponował Ruch, który zagrał na gitarach, gitarze basowej oraz instrumentach klawiszowych. Wydawnictwo ukazało się nakładem należącej do Wongravena wytwórni Moonfog.
W 2007 roku do zespołu dołączyli gitarzyści Jon Wesseltoft i Christian Broholt oraz perkusista Kenneth Kapstad, z którymi Ruch nagra niezatytułowany obecnie drugi album. Jego planowana premiera to pierwszy kwartał 2009 roku.

## Muzycy
| - Snorre "Pedophagia" Ruch - gitara, instrumenty klawiszowe, programowanie (1989-) - Bjørn "Aldrahn" Dencker - śpiew (2000-) - Jon Wesseltoft - gitara basowa, gitara barytonowa (2007-) - Christian Broholt - gitara (2007-) - Kenneth Kapstad - perkusja (2007-) | - Bård "Fetophagia" Eithun - perkusja - Marius "Coprophagia" Vold - śpiew, gitara basowa - Harald Eilertsen - gitara basowa - Terje Kråbøl - perkusja - Sigurd "Satyr" Wongraven - śpiew (1998, 2001) - Jan Axel "Hellhammer" Blomberg - perkusja (2001) |

## Dyskografia
- Luna De Nocturnus (grudzień 1989, Demo, jako Stigma Diabolicum)
- Lacus De Luna (marzec 1990, demo, jako Stigma Diabolicum)
- Live in Stjřrdal (15 czerwca 1990, demo, jako Stigma Diabolicum)
- Grymyrk (1991, demo, wydanie własne)
- Trøndertun (1992, demo, wydanie własne)
- Thorns vs. Emperor (1998, split z Emperor, Moonfog Productions)
- Thorns (2001, album, Moonfog Productions)
- Societé Anonyme (2002, split z Gro Melgaard, Institute Of Civil Disobedi)
- Embrace / Fragment (2002, minialbum, Institute Of Civil Disobedi)
- Stigma Diabolicum (2007, kompilacja, Kyrck Productions)

## Teledyski
- "Vortex" (2006, reżyseria: Halvor Bodin)